# Haunter (film)
Haunter è un film del 2013 diretto da Vincenzo Natali.
È ambientato in tre epoche distinte: il presente (anni ottanta), il passato (anni cinquanta) e il futuro (anni duemiladieci).

## Trama
Ontario, 1985. Lisa e la sua famiglia sono intrappolati sempre nella stessa identica routine: suo fratello Robbie la sveglia contattandola tramite walkie-talkie mentre gioca a Pac Man insieme al suo amico immaginario Edgar; sua madre le chiede di fare il bucato con l'acqua fredda, per poi lamentarsi della sparizione di alcuni capi; suo padre cerca invano di riparare la loro automobile; si mangiano le stesse cose, si guarda sempre La Signora in Giallo in TV; non si può mai uscire di casa perché l'abitazione è avvolta dalla nebbia. Lisa è l'unica ad essersi resa conto di ciò e cerca di farlo capire anche ai suoi genitori, ma loro non riescono in alcun modo a crederle e continuano a chiederle che cosa ha voglia di fare nel giorno del suo sedicesimo compleanno, che a suo parere non arriverà mai. Nel frattempo, Lisa inizia a sentire una voce femminile che la chiama e tanti strani rumori: dopo aver avuto anche delle vere e proprie visioni e aver tentato invano di modificare la routine, la ragazza cerca di comunicare con questa voce tramite una Tavola Ouija, scoprendo così che la persona in questione è in vita e non un fantasma.
In seguito a questo evento, la routine inizia a poco a poco a cambiare: inizialmente si tratta di eventi di poco conto come cambiamenti di menu e di abitudini serali, tuttavia in un giorno in particolare le cose cambiano radicalmente. Una mattina il padre di Lisa diventa estremamente aggressivo con la moglie e subito dopo un ospite inatteso arriva in casa: questi si isola con la ragazza, le rivela che lei e la sua famiglia in realtà sono morti e le intima di smettere di indagare sulle voci che sente altrimenti la sua famiglia avrebbe sofferto. Quella sera tutti sembrano far finta che non sia successo niente di strano, ma nemmeno questo riesce a intimorire Lisa che cerca di nuovo di contattare la sua interlocutrice con la tavoletta Ouija. Grazie ad un'altra visione ottenuta tramite l'oggetto esoterico, Lisa trova un quaderno in cui sono raccolte le schede di molte ragazze scomparse in passato. In questo quaderno è presente una chiave tramite la quale Lisa apre una porta nascosta in cantina: qui Lisa scopre un vero e proprio tugurio che include una fornace. Qui la ragazza ha una nuova visione, in cui vede una ragazza bruciata viva nella fornace
La mattina successiva, lo strano uomo di pochi giorni prima telefona a Lisa e le intima nuovamente di smetterla di indagare. A questo punto accade qualcosa di molto strano: Lisa riesce a vedere Edgar, l'amico immaginario del fratello, e qui gli rivela che è lui a mostrare a ciascuno degli abitanti della casa quello che vuole lui. Subito dopo la ragazza vede i suoi familiari immobilizzarsi e decomporsi, ma in realtà ha soltanto una visione mentre è accasciata a terra. Lisa tenta di fuggire dalla casa in bicicletta, ma invano, e così l'amico immaginario la minaccia nuovamente mettendo in pericolo suo fratello. A questo punto, sfruttando sia la tavoletta che uno specchio in cui vede apparire una ragazza bionda, Lisa inizia a viaggiare per vari piani temporali, incontrando la prima ragazza rapita dal serial killer negli anni '50 e una famiglia che si trova nella sua stessa identica situazione alcuni decenni dopo. In questa seconda situazione Lisa capisce che le dinamiche che stanno accadendo in questa famiglia sono le stesse che hanno colpito la sua: la madre chiede alla figlia maggiore di lavare il bucato, la figlia minore gioca con un videogioco e soprattutto il padre cerca di riparare invano la macchina e diventa furioso per questo.
Una reazione violenta di quest'uomo scatena una crisi in Lisa, che si ritrova così di nuovo dalla sua famiglia. Dopo aver aggredito verbalmente sua madre, Lisa scopre che il fratellino ha  ritrovato gli occhiali che aveva perso e questo gli ha permesso di ricordare della loro morte. Durante una nuova visione, Lisa scopre un videomessaggio di Olivia, la ragazza con cui è in contatto già da tempo: questa le rivela di aver trovato la sua collana e di aver stabilito un legame con lei grazie a quella, e che il serial killer che le ha mostrato era il vecchio proprietario della casa. A questo punto la ragazza fa di tutto per far capire ai suoi genitori cosa sta accadendo, ossia che suo padre aveva ucciso tutti mentre era posseduto dal fantasma del serial killer: una volta accettata la verità i suoi familiari riescono ad uscire di casa e ad ottenere la pace, ma lei rimane dentro per completare la sua missione. A questo punto la ragazza ha un'ultima visione in cui scopre che Edgar, l'amico immaginario del fratello, era semplicemente il serial killer da piccolo e che già allora aveva ucciso i suoi genitori. Lisa tenta dunque di impedire che alla famiglia di Olivia accada quanto è accaduto alla propria, e si ritrova ad essere rapita anche lei dal killer. La ragazza riesce tuttavia a liberarsi e ad evocare le altre ragazze uccise da Edgar: dopo un ultimo confronto davanti alla casa, queste riescono a sconfiggerlo ed a mettere fine alla sua maledizione, salvando la vita di Olivia e della sua famiglia e restituendo loro la felicità.

## Produzione
Il film è stato girato nell'arco di 25 giorni in due diverse città canadesi: Toronto e Brantford.

## Distribuzione
Il film è stato presentato per la prima volta il 9 marzo 2013 durante il festival South by Southwest, per poi ricevere una distribuzione limitata nei cinema statunitensi. Il film è stato poi distribuito direttamente per il mercato home video in molti mercati.

## Accoglienza

### Incassi
Il film ha incassato 129.447 dollari nel mercato home video.

### Critica
L'aggregatore di recensioni Rotten Tomatoes gli assegna il 54% degli apprezzamenti sulla base di 35 recensioni e il voto di 5,37 su 10. Metacritic gli assegna invece il voto di 49 su 100 sulla base di 13 recensioni.